# Ruben Cantú
Rubén Montoya Cantú (5 de diciembre de 1966-24 de agosto de 1993) fue un pandillero texano que fue ejecutado por un asesinato cometido cuando tenía 17 años. Durante los años posteriores a la condena, tras diversos testimonios ofrecidos incluso por una víctima sobreviviente, han convertido al caso en uno de los que más dudas arrojan sobre la culpabilidad del condenado.

## Hechos previos
Rubén Cantú creció con su madre y su padre hasta los 14 años, cuando la pareja se separó y la madre de Rubén se mudó 20 millas (32 km) de distancia y Rubén y su padre se quedaron viviendo en un tráiler, en un barrio del sur de San Antonio, plagado de delincuencia. El vecindario era el hogar de una pandilla juvenil llamada Grey Eagles, de la cual Cantú se convirtió en líder a pesar de ser bastante joven y estar en clases de educación especial en la escuela. A los 15 años, robaba autos para una red organizada de robos de autos, a menudo pasaba días conduciendo autos robados a México por dinero en efectivo. Cuando el Departamento de Policía de San Antonio se vio envuelto en un escándalo, con vigilantes y agentes traficantes de drogas bien conocidos por la comunidad, Cantú robaba autos y esquivaba a la policía. Sus hermanos mayores habían sido arrestados por cargos de drogas y robo pero a pesar de varios enfrentamientos con la policía, Rubén nunca fue condenado por nada antes del crimen de noviembre de 1984 que condujo a su ejecución.

## Condena por robo a mano armada y asesinato
El caso de la fiscalía en el juicio que condenó a Rubén Cantú se resume así: La noche del 8 de noviembre de 1984, aproximadamente a las 11:30 horas, Rubén Cantú ( de 17 años) y su amigo David Garza (15), entraron en una casa en construcción en San Antonio y robaron a dos hombres hispanos a punta de pistola. Las dos víctimas: Pedro Gómez (25 o 35) y Juan Moreno (19) eran obreros que dormían sobre colchones en el suelo de una obra en construcción, vigilando contra robos, ya que recientemente les habían robado un calentador de agua de la obra. Las dos víctimas dormían en ropa de trabajo, con los bolsillos llenos de sus ganancias en efectivo al momento del robo. Cantú y Garza portaban un rifle, que usaron para robarles a los dos hombres sus relojes. Mientras intentaban sacar su dinero en efectivo, fueron interrumpidos en un intento de Gómez de recuperar una pistola escondida debajo de su colchón. Gómez recibió al menos nueve disparos del rifle de los pandilleros, muriendo instantáneamente. Moreno también recibió nueve disparos del mismo rifle. Pensando que habían matado a ambos hombres, los dos adolescentes huyeron de la escena. Juan Moreno sobrevivió al ataque y pudo salir de la casa y pedir ayuda poco después del evento. Moreno perdió un pulmón, un riñón y parte del estómago.
Con pocas pistas además de la descripción de Moreno de dos latinos de aproximadamente 14 y 19 años, un oficial de la ronda del vecindario transmitió un rumor desde los pasillos de la escuela secundaria del sur de San Antonio, donde Cantú estudiaba su noveno grado. Un maestro de un taller, informó que tres chicos habían estado involucrados en un robo y asesinato y que los estudiantes decían que Cantú fue el que había cometido el asesinato. Interrogado justo antes de su arresto, Garza identificó a Cantú y dijo que "vio a Rubén salir corriendo de la casa", según las notas de un detective. Sin embargo, el testigo clave del juicio fue Juan Moreno, el sobreviviente del tiroteo, quien identificó repetidamente a Rubén Cantú en la corte.
Una década después de la ejecución de Cantú, Moreno se retractó de su historia al igual que Garza.

## La policía revive la investigación después de que Cantú le disparó a un oficial fuera de servicio
Según Juan Moreno, de acuerdo con los registros policiales, la policía lo visitó en el hospital al día siguiente del tiroteo. Pero debido a la gravedad de sus heridas, no podía hablar y apenas podía moverse. Cinco días después, en una segunda entrevista, a Moreno le mostraron varias fotos. La foto de Cantú no se incluyó y Moreno no identificó a ninguna de las personas que aparecían en las fotos. El 16 de diciembre, los detectives visitaron a Moreno por tercera vez y le mostraron otra serie de cinco fotos, incluida una de Rubén Cantú, que vivía al otro lado de la calle del lugar de trabajo de Moreno, donde ocurrió el crimen. No identificó a Rubén ni a nadie más en las fotos que le mostraron durante ese interrogatorio policial.
El caso se enfrió y no se arrestó a ningún sospechoso. Unos cuatro meses después del robo y asesinato, Cantú le disparó a Joe De La Luz, un oficial de policía vestido de civil quién estaba fuera de servicio, en el Scabaroo Lounge, un bar cerca de la casa de Cantú. Según Cantú, el oficial lo amenazó, revelando su arma escondida, lo que provocó que Cantú (que también estaba armado) le disparara a De La Luz, quien no sabía que era un oficial de policía. Según De La Luz, Cantú le disparó cuatro veces a pesar de que no hubo provocación.
El caso contra Cantú por el tiroteo en el bar tuvo que ser desestimado ya que la policía registró ilegalmente la casa de Cantú, lo que hizo que el caso no fuera procesable.
El oficial De La Luz sobrevivió al tiroteo, y un amigo suyo que trabajaba en homicidios, el sargento Bill Ewell, decidió reabrir de inmediato la investigación por asesinato contra Rubén Cantú. Al día siguiente, el sargento Ewell envió un investigador a Juan Moreno por cuarta vez, mostrando la foto de Cantú y otras cuatro. Nuevamente, Juan Moreno no identificó a Cantú como uno de sus atacantes. Pero proporcionó el nombre de Cantú. Un día después, un tercer detective de homicidios recogió a Moreno (un inmigrante indocumentado de México en ese momento), lo llevó a la estación de policía, lo sentó y le mostró el mismo grupo de fotos que incluía a Cantú. En ese tercer intento, Moreno identificó positivamente la foto de Cantú como uno de sus atacantes.
Años después, Moreno dijo que la persona que le disparó tenía el cabello muy rizado y que nunca le mostraron una foto del verdadero tirador.
David Garza, cómplice de Cantú, ha admitido desde entonces su participación en el robo, asalto y asesinato. Dice que entró a la casa con otro joven, participó en el robo y vio ocurrir el asesinato, pero que su cómplice no fue Rubén Cantú. Según Garza, el verdadero asesino fue un amigo de la escuela primaria de Cantú. Esta persona, cuyo único antecedente penal es una sola condena por agresión doméstica, negó tener algo que ver con el robo y el asesinato cuando fue entrevistado por el Houston Chronicle en 2005.

## Ejecución
Poco después de ser declarado culpable por el jurado de asesinato en primer grado y sentenciado, Cantú escribió una nota a la gente de San Antonio diciendo: "Me han envuelto en un caso de asesinato capital. Fui incriminado porque le disparé a un oficial de policía fuera de servicio llamado Joe De La Luz".
El 24 de agosto de 1993, 22 minutos después de la medianoche, a la edad de 26 años, Cantú murió por inyección letal, convirtiéndose en el quinto delincuente juvenil en ser ejecutado por Texas. Su pedido final fue por un chicle, que fue denegado. Cuando se le preguntó si tenía una última declaración, dijo: "No, señor".

## Controversias recientes
Sam Millsap, que era el fiscal de distrito que presidía el caso Cantú, se proclamó a sí mismo un "partidario de la pena de muerte" en su comentario publicado en el San Antonio Express-News en 2000. En una entrevista de diciembre de 2005 con Express-News, Millsap expresó una nueva oposición a la pena capital. En esa historia de 2005, Millsap, un abogado en ejercicio privado en el momento de la entrevista, dice que se confirmó su decisión de oponerse a la pena de muerte, ya que surgieron pruebas de que Rubén Cantú era muy probablemente inocente cuando fue procesado por la oficina de Millsap y finalmente ejecutado por el estado de Texas. 
Según la historia de Express-News de 2005: "'Es preocupante para mí personalmente. Ninguna decisión es más aterradora que buscar la pena de muerte. Tenemos la certeza de ello. Tenía ese grado de certeza en la década de 1980 cuando era fiscal de distrito, 'cuando tenía 30 años y lo sabía todo'. Ahora, él dice: 'No hay forma de tener ese tipo de certeza'". Continuó diciendo que si Cantú era inocente, eso significaba que la persona que cometió el asesinato seguía libre y que "la mala conducta de los policías podría ser abordada hoy".
La fiscal de distrito del condado de Bexar (San Antonio), Susan Reed, le indicó a Rick Casey del Houston Chronicle que podría presentar un cargo de "asesinato por perjurio" contra Moreno, la víctima sobreviviente del robo y testigo clave de la acusación. Juan Moreno es actualmente un contratista que vive en el este de San Antonio con un hijo adolescente.
En 2006, Reed dijo que estaba "profundamente escéptica" de alguien que se retracta del testimonio que dio 20 años antes, pero estuvo de acuerdo en que Cantú no debería haber sido procesado como un caso de pena de muerte.
En 2007, Reed emitió un informe que determinaba que Rubén Cantú era culpable del delito por el que Texas lo ejecutó en 1993. Sin embargo, los críticos dicen que el informe se ve comprometido por el hecho de que Reed fue el juez que rechazó la apelación de Cantú en 1988 y fijó su fecha de ejecución en 1993. Reed asignó al caso de Cantú a dos investigadores: Mike Beers y James Moore, quienes presuntamente fueron grabados ridiculizando el caso en una conversación telefónica y burlándose abiertamente de la idea de que Cantú podría haber sido inocente.
En la actualidad, se sigue considerando a Cantú como un delincuente culpable.